# إيغور فوفكوفينسكي
إيغور فوفكوفينسكي (18 سبتمبر 1982 - 20 أغسطس 2021)، المعروف أيضًا باسم إيغور لادان ، كان ممثل أوكراني أمريكي وأطول شخص في الولايات المتحدة، بطول 7 أقدام و8.33 بوصات (متران و34.5 سم)، وأخذ الرقم القياسي لفترة وجيزة من جورج بيل.
فوفكوفينسكي كان من المشاهير عندما وصل من أوكرانيا بسبب حجمه والحرب الباردة في أواخر الثمانينيات من القرن العشرين.

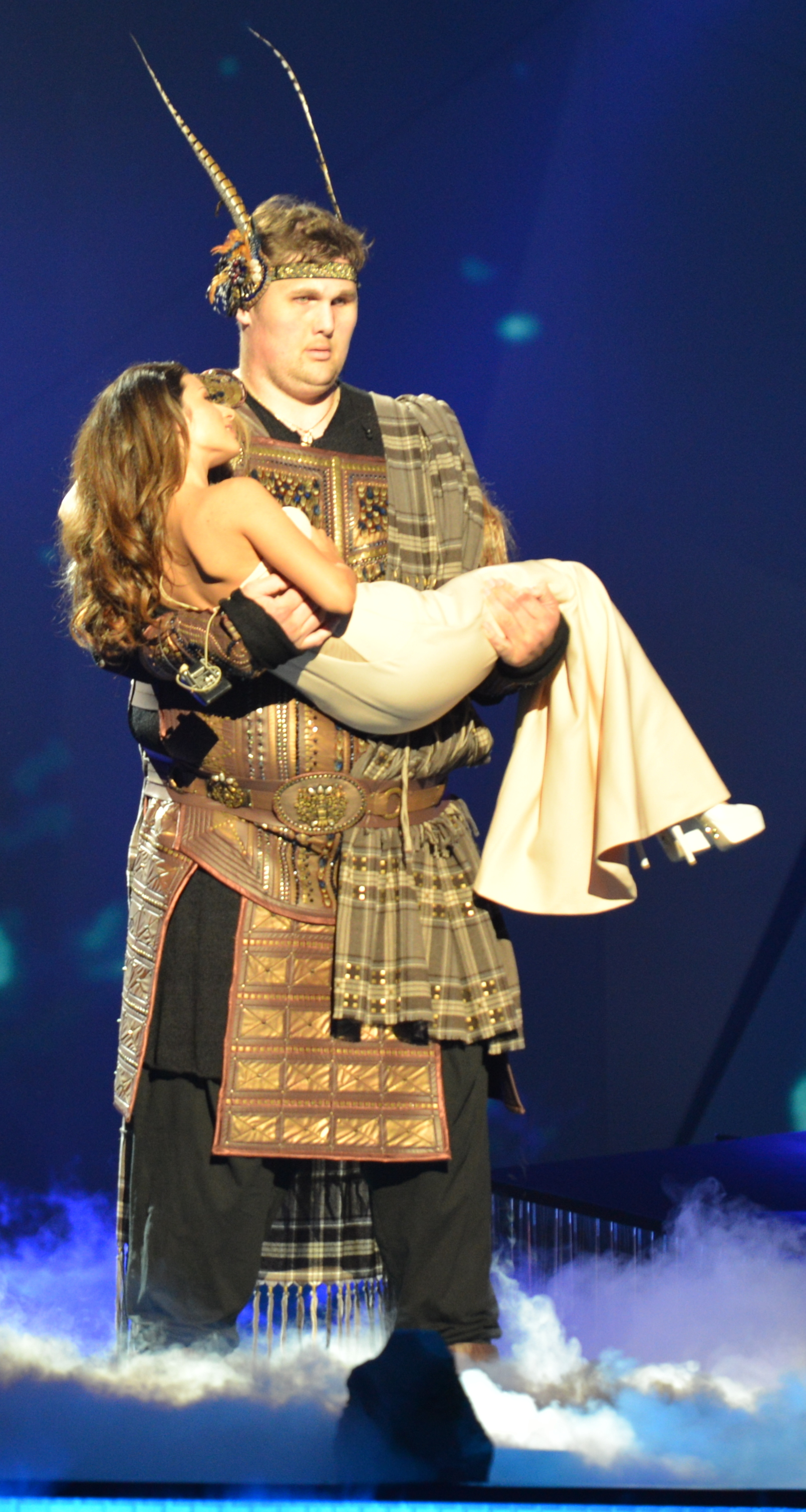
أداء Vovkovinskiy خلال مسابقة الأغنية الأوروبية 2013

جاء فوفكوفينسكي إلى مايو كلينك في عام 1989 عندما كان طفلاً يبحث عن العلاج. وتسبب الورم الذي كان يضغط على الغدة النخامية في إفراز مستويات غير طبيعية من هرمون النمو. ونما ليصبح أطول رجل في الولايات المتحدة بطول 7 أقدام و8.33 بوصات (متران و34.5 سم) وانتهى به الأمر بالبقاء في روتشستر. 
مثل في الإعلانات التجارية والأفلام، بما في ذلك الكوميديا إجازة زوجية (فيلم) لعام 2011، وأصبح معروفًا بارتداء قميص كتب عليه «أكبر مؤيد لأوباما في العالم» في تجمع لباراك أوباما. كان أول شخص رسمي الأطول على قيد الحياة من بلدين. انضم إلى المغنية Zlata Ognevich في تمثيل أوكرانيا في مسابقة الأغنية الأوروبية 2013 . 
ظهر فوفكوفينسكي في برنامج «دكتور أوز شو»، واستدعاه الرئيس السابق باراك أوباما خلال تجمع انتخابي في عام 2009، عندما لاحظه الرئيس بالقرب من المنصة مرتديًا قميصًا كتب عليه «أكبر مؤيد لأوباما في العالم».

## وفاته
نُقل فوفكوفينسكي إلى المستشفى بسبب أمراض القلب وتوفي في 20 أغسطس 2021 عن عمر يناهز 38 عامًا. 

## روابط خارجية
- إيغور فوفكوفينسكي في قاعدة بيانات الأفلام على الإنترنت
- 60 دقيقة بأستراليا 2012
- IgorTheUkrainian قناته على YouTube